# Tibouchina tortuosa
Tibouchina tortuosa là một loài thực vật có hoa trong họ Mua. Loài này được (Bonpl.) Almeda mô tả khoa học đầu tiên năm 2005.